# きばるん
きばるん（韓: 키바룬、英: Kibarun、1996年7月19日 - ）は、日本出身の韓国人男性YouTuber、元Viner。
在日20年以上の韓国人YouTuberとして、日本に向けて韓国の最新情報を発信している。『突然ですが、韓国離れます』の動画で、牙山幸一郎（きばやまこういちろう）と言っていた。

## 来歴
1995年10月16日、北海道札幌市に生まれる。日本名は牙山亮（きばやま りょう）で、名字は父親の祖先の出身地である韓国忠清南道牙山市に由来する。両親は共に韓国人で札幌で出会った。幼い頃から札幌とソウルを行き来して育った。
2012年4月、市立札幌清田高等学校に進学。同じくYouTuberで元Vinerのkemioの初の男性ファンであり、高校時代には追っかけをするために札幌から東京へ遠征する日々を送っていた。また、kemioに憧れてVineでの動画投稿を開始し、人気の動画が150万回再生を記録した。
2015年4月、関西外国語大学に進学。2018年にはK-POPガールズグループのIZ*ONEが誕生したオーディション番組『PRODUCE 48』の公開収録に参加し、視聴者として数秒間出演した。
2019年3月、大学を卒業し、東京で営業職の会社員として勤務。2020年5月、会社員の傍らYouTubeでの動画投稿を開始。2021年4月、ソウルへ拠点を移した。
2024年2月20日、二階堂ふみ主演のTBS系火曜ドラマ『Eye Love You』に本人役で出演。同年12月、韓国での非常戒厳の布告を受けて、ABEMA NEWSの『ABEMA Prime』やTBSテレビの『THE TIME,』にコメンテーターとして出演。

## 人物
- 夢はキレイキレイの表紙を飾ること[2]。
- ロールモデルは元AKB48の指原莉乃。
- K-POPガールズグループの少女時代とIZ*ONEのファン。
- 同じくYouTuberで元Vinerのkemioの元ファン[4][5]。
- YouTuberの李家everyday、デボちゃん、ふかわ。などと親交が深い[5]。
- 過去に韓国の大物俳優（性別不明）と交際していたことを告白している[8]。

## 出演

### テレビドラマ
- Eye Love You（TBS系火曜ドラマ、2024年2月20日、第5話） - 本人 役[7]